# اریک ابرهمسون
اریک ابرهمسون (انگلیسی: Erik Abrahamsson؛ ۲۸ ژانویه ۱۸۹۸ – ۱۹ مه ۱۹۶۵ (aged 67)) ورزشکار دو و میدانی اهل سوئد بود.
وی در مسابقات کشوری و بین‌المللی در مجموع برندهٔ ۱ مدال طلا، ۱ مدال برنز شده‌است.